# San Didero
San Didero (piemontiul és okcitánul: San Didé, franciául: Saint-Didier) egy 570 lakosú község (comune) Torino megyében.
A Susa-völgyben található és a Susa- és Sangone-völgyi Hegyi Közösség tagja.

## Fordítás
- Ez a szócikk részben vagy egészben  a   San Didero című olasz Wikipédia-szócikk fordításán alapul.  Az eredeti cikk szerkesztőit annak laptörténete sorolja fel. Ez a jelzés csupán a megfogalmazás eredetét és a szerzői jogokat jelzi, nem szolgál a cikkben szereplő információk forrásmegjelöléseként.